# 聖馬丁 (密西西比州)
聖馬丁（英語：St. Martin）是位於美國密西西比州傑克遜縣的普查規定居民點。

## 人口
根據2020年美國人口普查的數據，聖馬丁的面積為13.34平方千米，當中陸地面積為11.11平方千米，而水域面積為2.23平方千米。當地共有人口7811人，而人口密度為每平方千米585.53人。